# Réserve biologique de l'Atoll das Rocas
La réserve biologique de l'Atoll das Rocas est une réserve biologique située dans l'atoll das Rocas au Brésil.

## Classement
La réserve biologique de l'Atoll das Rocas est inscrite depuis 1996 sur la liste indicative brésilienne au patrimoine mondial de l'UNESCO. 
La réserve est également classée site Ramsar depuis 2015. 
L'atoll das Rocas, avec les réserves de Fernando de Noronha, est classé au patrimoine mondial de l'UNESCO depuis 2001.  